# The Great Deceiver (gruppo musicale)
The Great Deceiver è una band svedese di cui fa parte Tomas Lindberg, cantante degli At the Gates. La loro musica è un misto di hardcore, metal, e industrial.

## Formazione
- Tomas Lindberg - voce
- Matti Lundell - basso
- Johan Österberg - chitarra
- Kristian Wåhlin - chitarra
- Ulf Scott - batteria

## Discografia

### Album in studio
- 2002 – A Venom Well Designed
- 2004 – Terra Incognito
- 2007 – Life Is Wasted on the Living

### EP
- 1999 - Cave In
- 2000 - Jet Black Art